# Autoridad Independiente de Responsabilidad Fiscal
La Autoridad Independiente de Responsabilidad Fiscal (AIReF) de España es un organismo independiente de control fiscal cuyo objetivo es garantizar el principio de estabilidad presupuestaria, así como la sostenibilidad financiera del país.
Fue creado en 2013 por el Gobierno de España, a iniciativa de la Comisión Europea y como desarrollo del mandato constitucional establecido en el artículo 135. El 14 de noviembre de 2013, se publicó la Ley Orgánica 6/2013, que creaba la Autoridad Independiente de Responsabilidad Fiscal española (AIReF) y en junio de 2014 se iniciaron efectivamente sus trabajos.
La AIReF pertenece a la Red de Instituciones Fiscales Independientes de la Unión Europea, creada en 2015.

## Historia
La puesta en marcha de una Autoridad Independiente fiscal tuvo una primera etapa a mediados del siglo XX. Países Bajos creó la primera IFI en 1947. Pocos años después dio paso a otras experiencias, en Dinamarca y Alemania y, algo más tarde, se sumaron Estados Unidos, Bélgica, Austria, Corea del Sur, Suecia  y Canadá.
La AIReF se puso en marcha con el nombramiento de José Luis Escrivá como Presidente de la AIReF en febrero de 2014, con un mandato no renovable de seis años, tras la aceptación por la Comisión de Hacienda del Congreso de los Diputados de la propuesta del Gobierno.
En marzo de 2014 fue aprobado el Estatuto Orgánico de la AIReF y a lo largo del segundo trimestre se incorporó el resto del Comité Directivo, compuesto por el presidente y los directores de las tres divisiones que integran la AIReF. El Comité Directivo se reunió por primera vez en junio de 2014, momento que puede considerarse como el de inicio de las actividades de la institución. Atendiendo a la transparencia, todas las actas del Comité son publicadas.
En julio de 2014 se aprobó el Plan de Actuaciones para 2014 y a comienzos de 2015 el Plan Estratégico 2015-2020. El 18 de abril de 2016 la AIReF emitió un comunicado denunciando la falta de datos para elaborar informe anual sobre previsiones macroeconómicas.
El 18 de febrero de 2020 el Consejo de Ministros acordó proponer a Cristina Herrero, hasta el momento presidenta interina, como nueva presidenta de la AIReF. Herrero sustituía en el cargo a José Luis Escrivá, que cesó tras su nombramiento como ministro de Inclusión, Seguridad Social y Migraciones en el segundo gobierno de Pedro Sánchez.

## Objetivos
Entre sus objetivos más importantes destacan:
- Transparencia. La AIReF facilitará la publicación y transmisión de datos, así como los posibles sesgos de las proyecciones fiscales y macroeconómicas de las autoridades españolas.
- Disciplina. La AIReF perseguirá una fuente independiente de disciplina, no expuesta a la presión de grupos de interés. Apuesta por objetivos financieros a medio plazo, que dejen de lado la presión que puedan tener los partidos políticos ante inminentes citas electorales.
- Coordinación. La AIReF propondrá la internalización de los casos que provengan de la indisciplina fiscal.

## Estructura
La estructura y actividades de la AIReF están reglamentadas en el Estatuto Orgánico de la Autoridad Independiente de Responsabilidad Fiscal, recogido en el Real Decreto 215/2014, de 28 de marzo. En él se fijan tanto la producción editorial o el análisis de datos, hasta las actividades del Presidente o el control del gasto de la propia entidad. La estructura de la AIReF está articulada en: presidencia, división de Análisis Presupuestario, división de Análisis Económico y división Jurídico Institucional.
El presidente de la AIReF es propuesto por el titular del Ministerio de Hacienda. Luego, para ser aceptado debe ser apoyado en la comisión correspondiente del Congreso de los Diputados por mayoría absoluta. Si el nombramiento no es aprobado en la comisión del Congreso, puede ser aprobado por mayoría simple en comisión en el Senado.

## Consejo Asesor
La Ley Orgánica de creación de la AIReF (6/2013), establece que el presidente podrá ser asesorado en el ejercicio de sus funciones por profesionales en el ámbito de las materias propias de la institución, pudiendo asistir a los Comités Directivos. Los miembros que han sido nombrados[¿cuándo?] para formar parte del Consejo Asesor son:
| - Rafael Álvarez Blanco - Javier Andrés - Jordi Caballé - Teresa García-Milà Lloveras, | - Javier Gardeazabal - Ángel Laborda - José María Marín Vigueras | - Miguel Martín Fernández - Aurelio Martínez Estévez - Carlos Monasterio Escudero |

## Red IFI'S
La AIReF se integra en la red IFI'S, formada por las principales Instituciones Fiscales Independientes Europeas (IFI’S), que a su vez han creado un Comité para Asuntos Europeos con la finalidad de constituir una plataforma en Europa que ayude a cumplir con eficacia sus funciones, en particular las derivadas del marco fiscal de la Unión Europea.

## Presidentes
1. José Luis Escrivá (22 de febrero de 2014–13 de enero de 2020)[14]
2. Cristina Herrero Sánchez (4 de marzo de 2020–presente)[15]